# Baculofractum insigne
Baculofractum insigne är en insektsart som först beskrevs av Brunner von Wattenwyl 1907.  Baculofractum insigne ingår i släktet Baculofractum och familjen Diapheromeridae. Inga underarter finns listade.